# Grand Prix Mexico City 2021
Grand Prix Mexico City 2021 (oficiálně Formula 1 Gran Premio de la Ciudad de México 2021) se jela na okruhu Autódromo Hermanos Rodríguez v Mexico City v Mexiku dne 7. listopadu 2021. Závod byl osmnáctým v pořadí v sezóně 2021 šampionátu Formule 1.

## Kvalifikace
| Poř.                       | No. | Jezdec             | Konstruktér               | Časy v kvalifikaci | Časy v kvalifikaci | Časy v kvalifikaci | Pořadí na startu |
| Poř.                       | No. | Jezdec             | Konstruktér               | Q1                 | Q2                 | Q3                 | Pořadí na startu |
| -------------------------- | --- | ------------------ | ------------------------- | ------------------ | ------------------ | ------------------ | ---------------- |
| 1                          | 77  | Valtteri Bottas    | Mercedes                  | 1:16.727           | 1:16.864           | 1:15.875           | 1                |
| 2                          | 44  | Lewis Hamilton     | Mercedes                  | 1:17.207           | 1:16.474           | 1:16.020           | 2                |
| 3                          | 33  | Max Verstappen     | Red Bull Racing-Honda     | 1:16.788           | 1:16.483           | 1:16.225           | 3                |
| 4                          | 11  | Sergio Pérez       | Red Bull Racing-Honda     | 1:17.003           | 1:17.055           | 1:16.343           | 4                |
| 5                          | 10  | Pierre Gasly       | AlphaTauri-Honda          | 1:16.908           | 1:16.955           | 1:16.456           | 5                |
| 6                          | 55  | Carlos Sainz Jr.   | Ferrari                   | 1:17.517           | 1:17.248           | 1:16.761           | 6                |
| 7                          | 3   | Daniel Ricciardo   | McLaren-Mercedes          | 1:17.719           | 1:17.092           | 1:16.763           | 7                |
| 8                          | 16  | Charles Leclerc    | Ferrari                   | 1:16.748           | 1:17.034           | 1:16.837           | 8                |
| 9                          | 22  | Júki Cunoda        | AlphaTauri-Honda          | 1:17.330           | 1:16.701           | 1:17.158           | 17               |
| 10                         | 4   | Lando Norris       | McLaren-Mercedes          | 1:17.569           | 1:17.473           | 1:36.830           | 18               |
| 11                         | 5   | Sebastian Vettel   | Aston Martin-Mercedes     | 1:17.502           | 1:17.746           |                    | 9                |
| 12                         | 7   | Kimi Räikkönen     | Alfa Romeo Racing-Ferrari | 1:17.606           | 1:17.958           |                    | 10               |
| 13                         | 63  | George Russell     | Williams-Mercedes         | 1:17.958           | 1:18.172           |                    | 16               |
| 14                         | 99  | Antonio Giovinazzi | Alfa Romeo Racing-Ferrari | 1:17.897           | 1:18.290           |                    | 11               |
| 15                         | 31  | Esteban Ocon       | Alpine-Renault            | 1:18.126           | 1:18.405           |                    | 19               |
| 16                         | 14  | Fernando Alonso    | Alpine-Renault            | 1:18.452           |                    |                    | 12               |
| 17                         | 6   | Nicholas Latifi    | Williams-Mercedes         | 1:18.756           |                    |                    | 13               |
| 18                         | 47  | Mick Schumacher    | Haas-Ferrari              | 1:18.858           |                    |                    | 14               |
| 19                         | 9   | Nikita Mazepin     | Haas-Ferrari              | 1:19.303           |                    |                    | 15               |
| 20                         | 18  | Lance Stroll       | Aston Martin-Mercedes     | 1:20.873           |                    |                    | 20               |
| 107% času vítěze: 1:22.097 |     |                    |                           |                    |                    |                    |                  |
| Zdroj:                     |     |                    |                           |                    |                    |                    |                  |

Poznámky
1. 1 2 3  Júki Cunoda, Lando Norris a Esteban Ocon museli startovat z konce startovního roštu, protože překročili počet povolených pohonných jednotek.
2. ↑  George Russell obdržel trest posunu o 5 míst vzad za neplánovanou výměnu převodovky.
3. ↑  Lance Stroll musel startovat z konce startovního roštu, protože překročil počet povolených pohonných jednotek. Zároveň obdržel trest posunu o 5 míst vzad za neplánovanou výměnu převodovky.

## Závod
| Poř.                                                                 | No. | Jezdec             | Konstruktér               | Počet kol | Čas/Odstoupení | Pořadí na startu | Body |
| -------------------------------------------------------------------- | --- | ------------------ | ------------------------- | --------- | -------------- | ---------------- | ---- |
| 1                                                                    | 33  | Max Verstappen     | Red Bull Racing-Honda     | 71        | 1:38:39.086    | 3                | 25   |
| 2                                                                    | 44  | Lewis Hamilton     | Mercedes                  | 71        | +16.555        | 2                | 18   |
| 3                                                                    | 11  | Sergio Pérez       | Red Bull Racing-Honda     | 71        | +17.752        | 4                | 15   |
| 4                                                                    | 10  | Pierre Gasly       | AlphaTauri-Honda          | 71        | +1:03.845      | 5                | 12   |
| 5                                                                    | 16  | Charles Leclerc    | Ferrari                   | 71        | +1:21.037      | 8                | 10   |
| 6                                                                    | 55  | Carlos Sainz Jr.   | Ferrari                   | 70        | +1 kolo        | 6                | 8    |
| 7                                                                    | 5   | Sebastian Vettel   | Aston Martin-Mercedes     | 70        | +1 kolo        | 9                | 6    |
| 8                                                                    | 7   | Kimi Räikkönen     | Alfa Romeo Racing-Ferrari | 70        | +1 kolo        | 10               | 4    |
| 9                                                                    | 14  | Fernando Alonso    | Alpine-Renault            | 70        | +1 kolo        | 12               | 2    |
| 10                                                                   | 4   | Lando Norris       | McLaren-Mercedes          | 70        | +1 kolo        | 18               | 1    |
| 11                                                                   | 99  | Antonio Giovinazzi | Alfa Romeo Racing-Ferrari | 70        | +1 kolo        | 11               |      |
| 12                                                                   | 3   | Daniel Ricciardo   | McLaren-Mercedes          | 70        | +1 kolo        | 7                |      |
| 13                                                                   | 31  | Esteban Ocon       | Alpine-Renault            | 70        | +1 kolo        | 19               |      |
| 14                                                                   | 18  | Lance Stroll       | Aston Martin-Mercedes     | 69        | +2 kola        | 20               |      |
| 15                                                                   | 77  | Valtteri Bottas    | Mercedes                  | 69        | +2 kola        | 1                |      |
| 16                                                                   | 63  | George Russell     | Williams-Mercedes         | 69        | +2 kola        | 16               |      |
| 17                                                                   | 6   | Nicholas Latifi    | Williams-Mercedes         | 69        | +2 kola        | 13               |      |
| 18                                                                   | 9   | Nikita Mazepin     | Haas-Ferrari              | 68        | +3 kola        | 15               |      |
| Ret                                                                  | 47  | Mick Schumacher    | Haas-Ferrari              | 0         | Kolize         | 14               |      |
| Ret                                                                  | 22  | Júki Cunoda        | AlphaTauri-Honda          | 0         | Kolize         | 17               |      |
| Nejrychlejší kolo: Valtteri Bottas (Mercedes) – 1:17.774 (v kole 69) |     |                    |                           |           |                |                  |      |
| Zdroj:                                                               |     |                    |                           |           |                |                  |      |

## Průběžné pořadí po závodě
Pohár jezdců
|        | Pořadí | Jezdec          | Body  |
| ------ | ------ | --------------- | ----- |
|        | 1      | Max Verstappen  | 312,5 |
|        | 2      | Lewis Hamilton  | 293,5 |
|        | 3      | Valtteri Bottas | 185   |
|        | 4      | Sergio Pérez    | 165   |
|        | 5      | Lando Norris    | 150   |
| Zdroj: |        |                 |       |

Pohár konstruktérů
|        | Pořadí | Konstruktér      | Body  |
| ------ | ------ | ---------------- | ----- |
|        | 1      | Mercedes         | 478,5 |
|        | 2      | Red Bull-Honda   | 477,5 |
| 1      | 3      | Ferrari          | 268,5 |
| 1      | 4      | McLaren–Mercedes | 255   |
|        | 5      | Alpine–Renault   | 106   |
| Zdroj: |        |                  |       |